# Carmelit

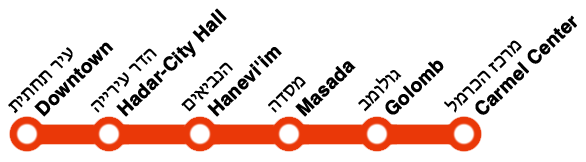
Mapa da rede.

O sistema metropolitano, chamado de Carmelit (em hebreu: כרמלית) é o trem subterrâneo, do tipo funicular da cidade de Haifa, em Israel. É o único sistema metropolitano desse país e é um dos menores sistemas do mundo, com uma rede que apenas percorre 1800 metros. A origem etimológica de "Carmelit" se deve ao Monte Carmelo, lugar onde se levantou a cidade de Haifa. O sistema foi inaugurado no ano de 1956, fechado posteriormente em 1986 e reaberto em setembro de 1992, depois de um processo de renovação.
|  |

## Possível origem
A ideia de um sistema de transporte público na cidade de Haifa foi primeiramente mencionado em Theodor Herzl no visionário livro Altneuland. Quando Herzl visitou Haifa, no ano de 1890, foi ainda na sua infância, tendo começado como uma vila de pescadores na praia. No entanto, no seu romance, Herzl descreveu Haifa como uma vibrante cidade portuária completa com um trem cujos sitema de vagões  que se deslocam entre a árvore eram elevado acima do solo e era puxado por um cabo.

## Sistema
Porque muito de Haifa é construída no topo do Monte Carmelo, o Carmelit (nomeado após esta montanha) é um metrô funicular que sobe e desce a montanha.  A diferença de altitude entre a primeira e a última estação é 274 metros. Os carros do Metrô têm um desenho inclinado, com os passos dentro de cada automóvel e sobre a estação plataforma. Uma vez que o gradiente varia ao longo do percurso, o piso de cada carro nunca é bastante nivelado, e declives pouco "para cima" ou "descida", dependendo da localização.
O Carmelit é uma das menores metropolitanos do mundo, com apenas quatro carros, seis estações e um único túnel 1800 metros de comprimento. Os quatro carros funcionam como duas e duas carruagens, que se deslocam sobre uma única faixa com uma pequena faixa dupla seção para permitir comboios a atravessar.
Não é o mais pequeno metropolitano do mundo em o Istambul, o Tünel, com duas estações e 573 metros de comprimento, é menor. Contudo, uma vez que Istambul tem também uma versão mais recente e maior (embora separados) sistema de metrô, o Metrô de Haifa é o menor sistema de metrô do mundo.

## Estações
O sistema conta com 6 estações:
- Gan Ha'em ("Jardim da Mãe") - no Centro de Carmelo, bairro adjacente ao Zoológico de Haifa, um passeio panorâmico, o Auditório de Haifa, e muitas lojas e hotéis.
- Bnei Zion ("Filhos de Sião") - com o nome do Hospital Bnei Zion.  A estação foi anteriormente chamado de "Golomb" - após a rua que se encontra em Golomb. O nome foi alterado em 1992): na Rua Golomb, perto do Hospital Bnei Zion (Rothschild) e o Centro Mundial Baha'i.
- Metzada ("Massada") - perto de Massada e a Rua Nordau, com suas galerias, lojas de antiguidades, cafés e restaurantes. Perto da Base Aérea Nacional Israelita, Museu de Tecnologia Espacial.
- Hanevi'im ("Os profetas") - Perto  das Ruas Hanevi'im, Herzl e Hachalutz, e as suas lojas e escritórios. Perto do Museu de Haifa.
- Solel Boneh - perto da Torre Hanevi'im, do Parque Ha'atzmaut, e da Prefeitura de Haifa.
- Kikar Pariz ("Praça Paris") -  perto do edifício governamental e tribunal, da Rua Ha'atzmaut, a pouca distância da estação ferroviária.

## Opções de horários
- Domingo - quinta-feira: 06:00 - 22:00
- Sexta-feira e feriado Eves: 06:00 - 15:00
- Sábado: Fechado (para Shabat)

## Galeria

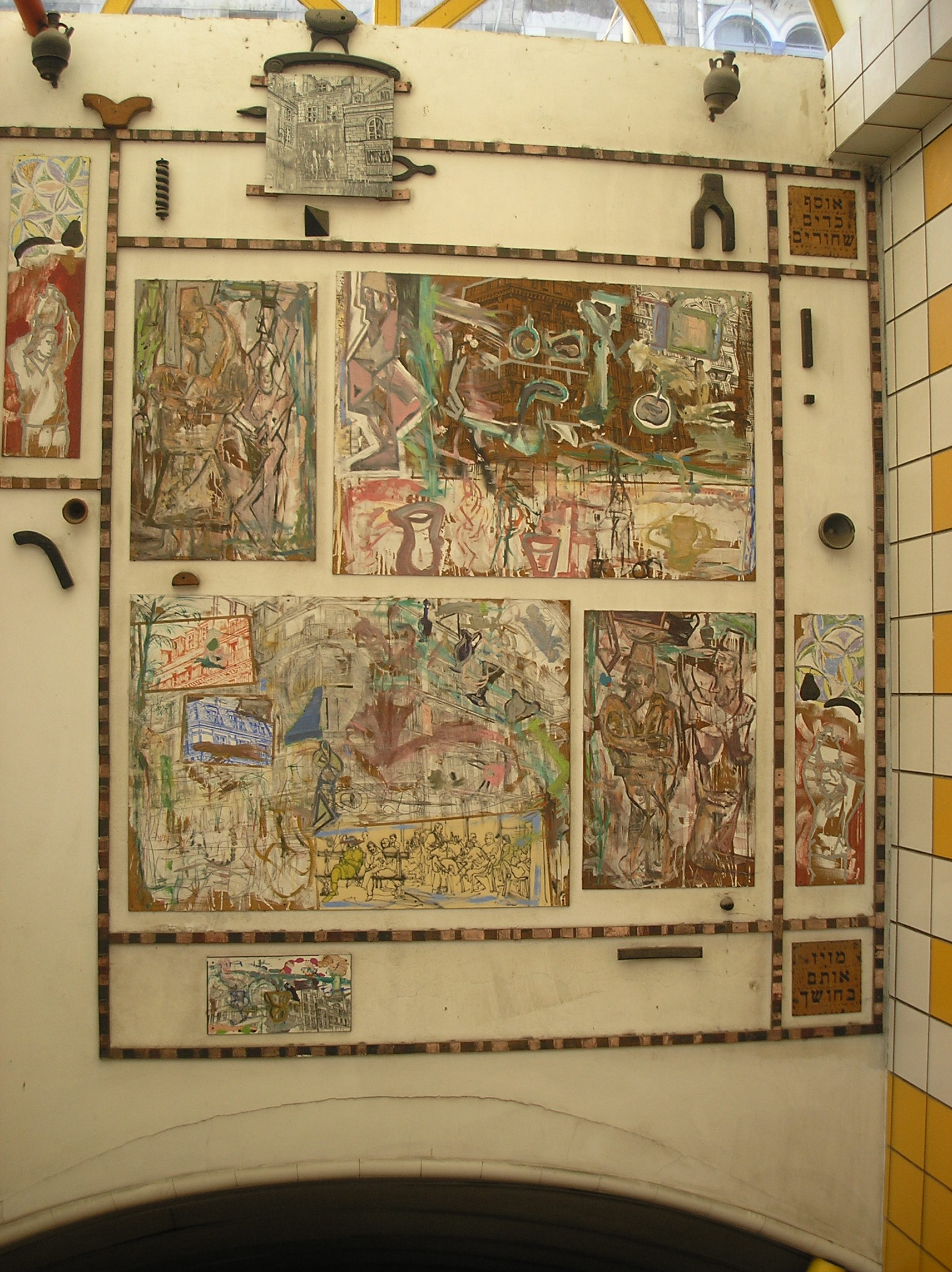
A Mural in the Kikar Paris Entrance
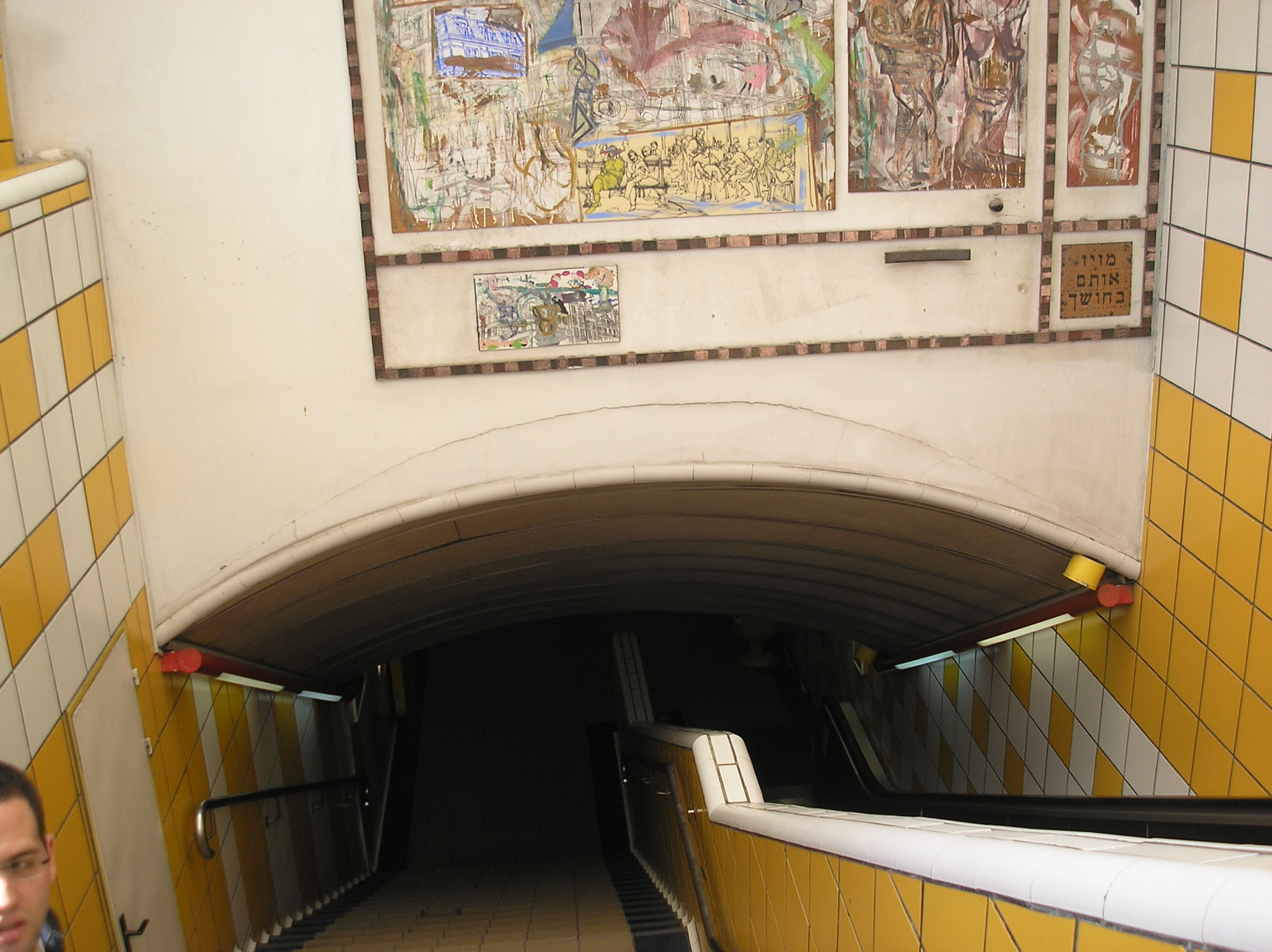
Kikar Paris Entrance
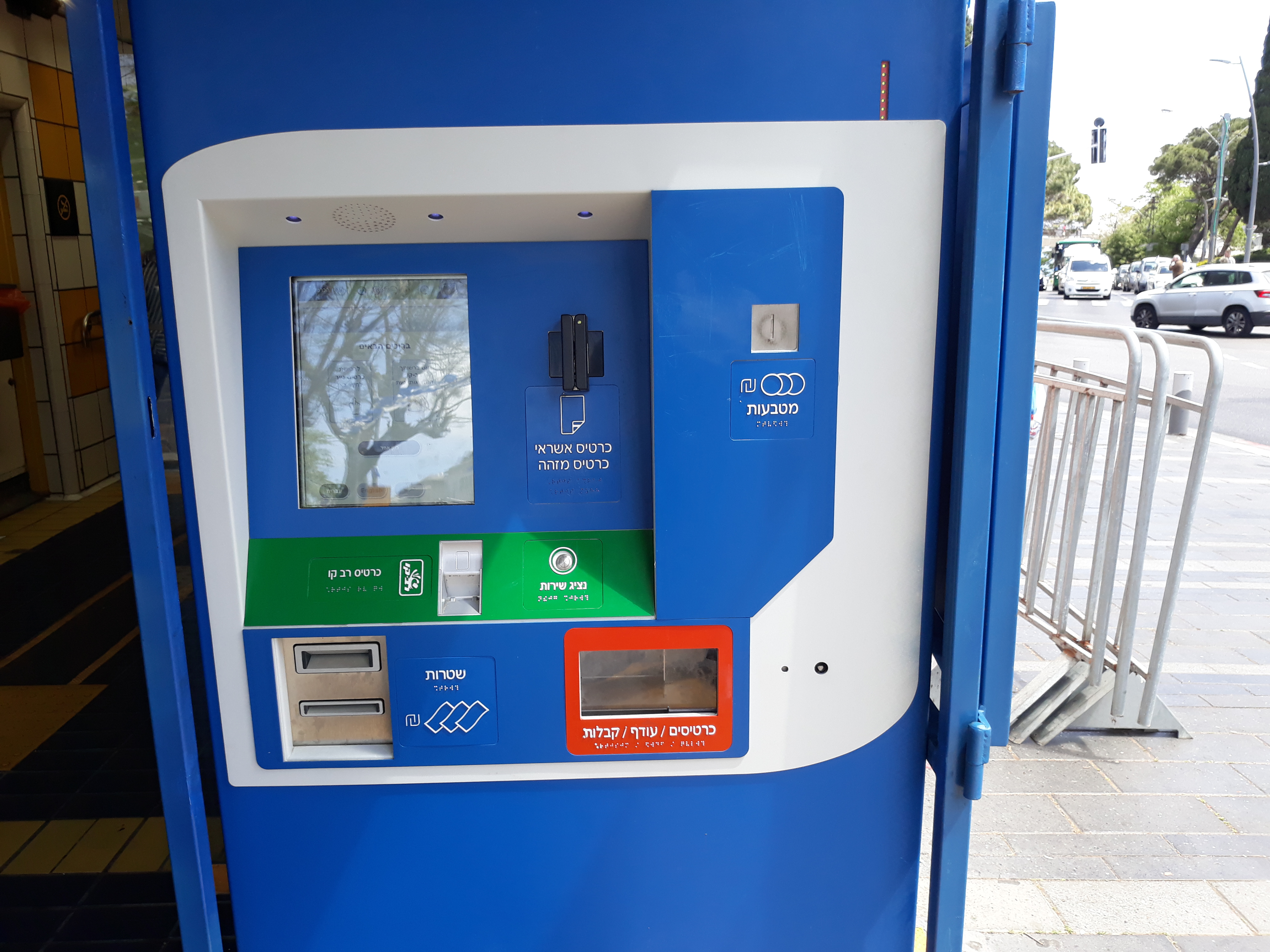
A ticket machine
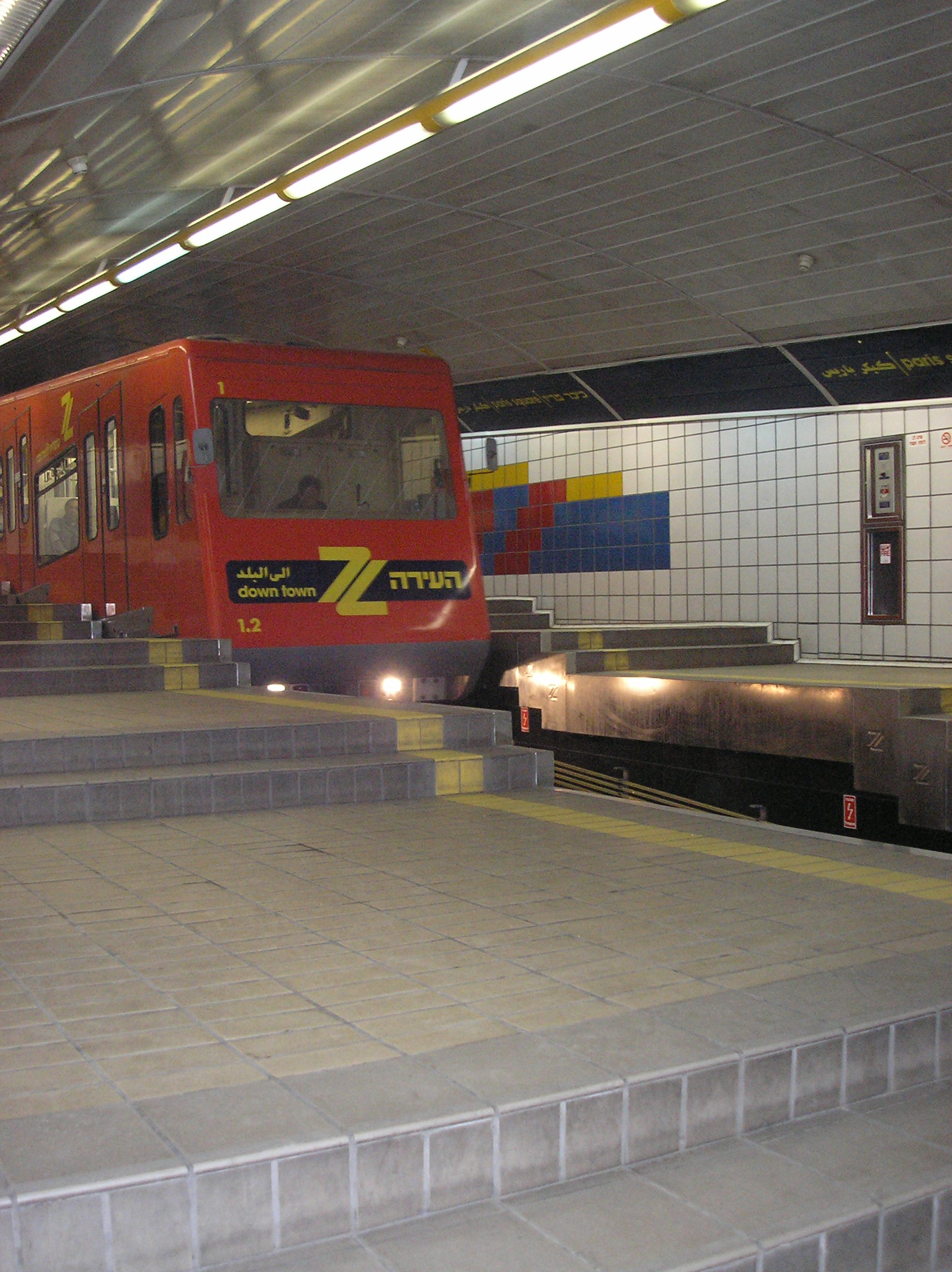
Train entering Kikar Paris station
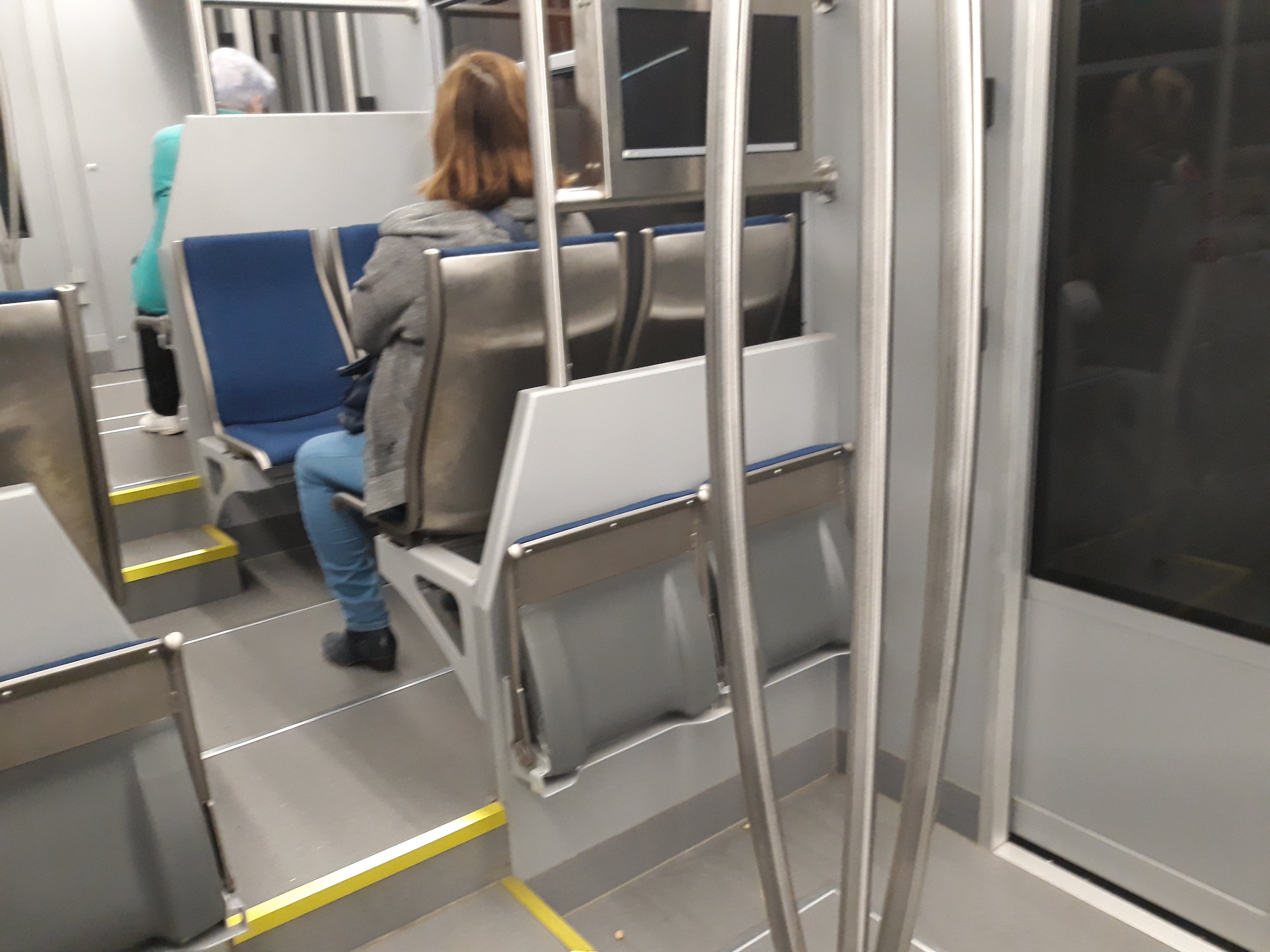
Train's interior
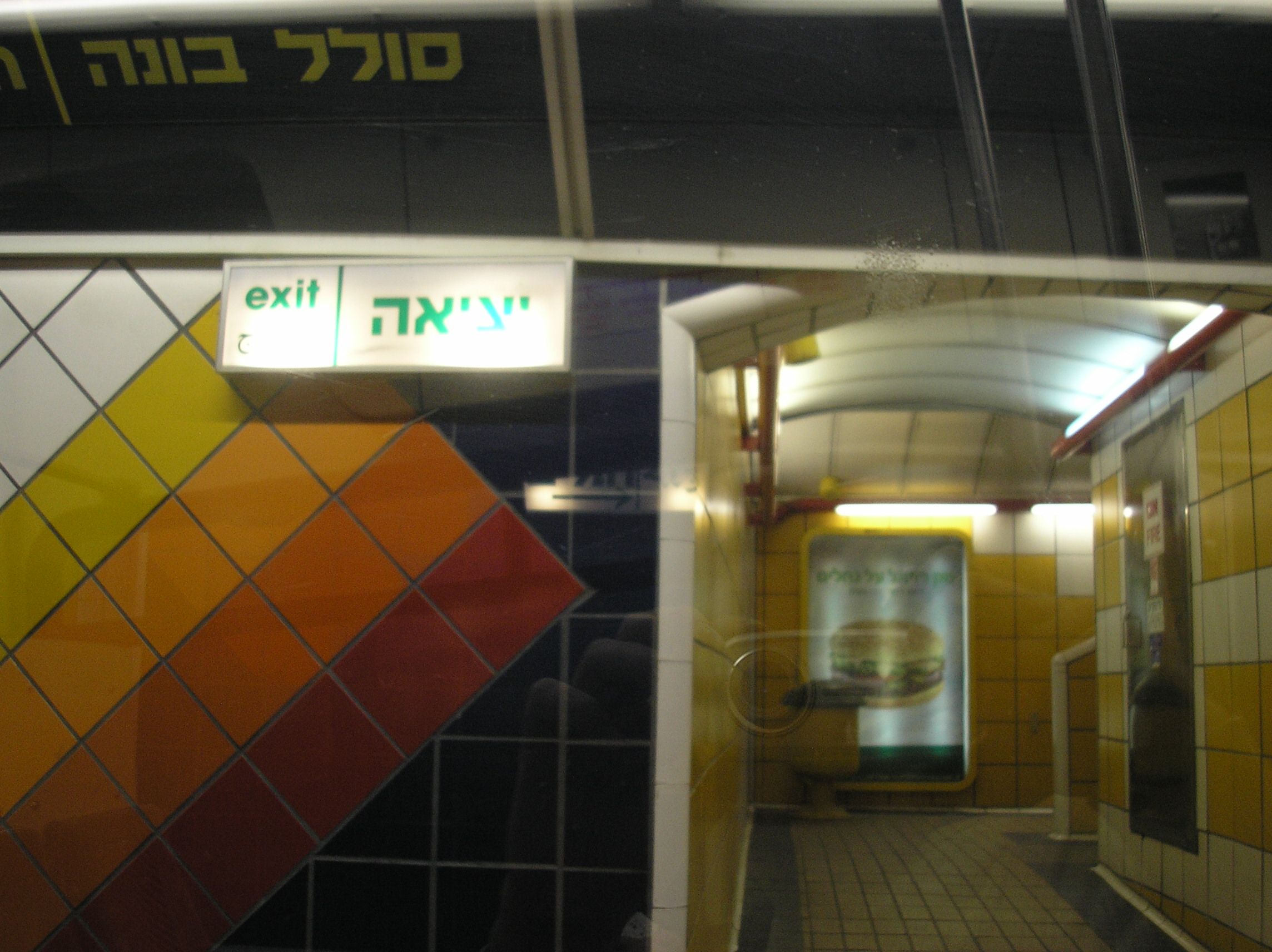
Solel Boneh Station
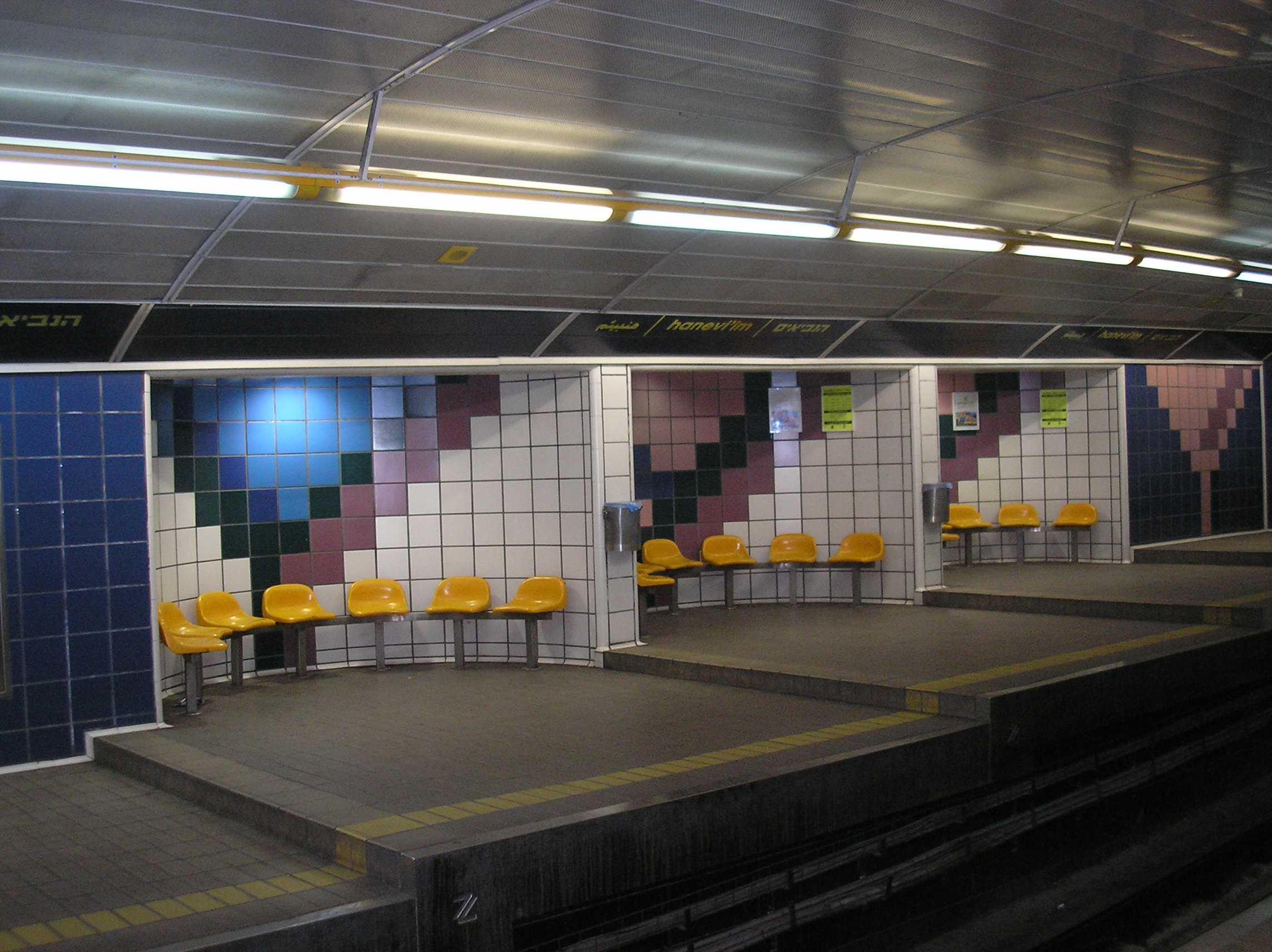
HaNeviim Station